# XrossMediaBar
O XrossMediaBar (pronuncia-se CrossMediaBar e oficialmente abreviado como XMB) é uma interface gráfica do usuário desenvolvida pela Sony Computer Entertainment. A interface apresenta ícones que se espalham horizontalmente pela tela. A navegação move os ícones, ao invés de um cursor. Estes ícones são utilizados como categorias para organizar as opções disponíveis para o usuário. Quando um ícone está selecionado na barra horizontal, vários outros aparecem na vertical, acima e abaixo dele (selecionáveis pelas direções cima e baixo em um pad direcional). Originalmente utilizado no PSX, o XMB é usado como a interface padrão no PlayStation Portable e PlayStation 3. Desde 2006, ela também tem sido utilizado nos televisores de primeira linha WEGA, BRAVIA começando com o número 3000 (somente nas séries S e superior), TV OLED Sony XEL-1, set-top boxes de HDTV, alguns câmeras Sony Cyber-shot e os receptores AV de primeira linha. Os menus de mídia do Sony Ericsson K850, W760 e W910 também é uma versão do XMB, indicando que a próxima aplicação do XMB será nos celulares Sony Ericsson. O XMB também foi confirmado como o sistema de menu na próxima geração de TVs Sony BRAVIA. A Sony também acrescentou o XMB a sua mais recente gama de portáteis VAIO.

Logótipo encontrado nos aparelhos compatíveis com XMB.

A interface ganhou o Technology & Engineering Emmy Award por "Inovação Excelente e Realização em Tecnologia de Mídia Avançada para a Melhor Utilização de Telas de Mídia Pessoal e Tecnologias de Apresentação” em 2006.

## XMB do PlayStation Portable
No PlayStation Portable, uma vez que uma categoria é selecionada, as opções aparecem abaixo do ícone, selecionável pressionando-se Direita no pad direcional. As categorias que estão atualmente disponíveis são, da esquerda para a direita: Configurações, Extras, Fotografia, Música, Vídeo, Jogo, Rede e PlayStation Network. Voltar é possível pressionando-se o botão direcional Esquerdo ou o botão  (para a versão européia e americana) ou o botão  (apenas versão asiática). Alguns itens possuem um menu de opções que pode ser exibido apertando-se o botão . O XMB é capaz de multitarefa limitadamente. Está é acessada pressionando-se o btoão "Home" na versões 1000 e 2000 do PlayStation Portable e o botão "PS" no PlayStation Portable 3000, enquanto escuta músicas, exibe fotos, etc. Este recurso pode ser utilizado para assistir um vídeo, exibir uma certa foto, escutar músicas e navegar na página da web atual, todos enquanto navegando no XMB. No entanto, o que estiver em segundo plano será cancelado se algum item for acessado na XMB (exceto visualizar imagens e escutar músicas). A cor de fundo do XMB muda dependendo do mês atual. Em um PlayStation Portable com firmware 2.00 ou posterior, a cor de fundo pode ser alterada ou o plano de fundo alterado para um imagem. Em um PlayStation Portable com firmware 3.70 ou posterior, é possível escutar músicas e visualizar fotos simultaneamente. Em um PlayStation Portable com modelo de série 2000 ou 3000, há uma série de cores adicionais disponível para o XMB. Em um PlayStation Portable com firmware 4.20 ou posterior, o efeito de "ondas" do plano de fundo foi alterado, com duas opções em [Theme] > [Color]. Estas duas opções são possuem a habilidade de alterar entre o novo efeito de "ondas" e o clássico "linhas onduladas". Nas séries 2000 e 3000 mais recentes do PlayStation Portable, novas cores foram adicionadas. Na atualização 5.00, o XMB recebeu a PlayStation Store como um novo recurso.
| Mês | Janeiro | Fevereiro | Março | Abril | Maio | Junho | Julho | Agosto | Setembro | Outubro | Novembro | Dezembro |
| Cor |         |           |       |       |      |       |       |        |          |         |          |          |

### Temas para o PlayStation Portable
Os usuário com a versão 3.70 ou mais recente do sistema de software do PlayStation Portable possuem a habilidade de transferir temas no formato .PTF e aplicá-los no XrossMediaBar dos seus sistemas sem utilizar um firmware personalizado. Subsequentemente, a Sony lançou software que permite que os usuário criem seus próprios temas para o PlayStation Portable.

## XMB do PlayStation 3
A versão para PlayStation 3 do XrossMediaBar inclui dez categorias de opções; três a mais do que o PlayStation Portable. Estas incluem: Usuários, Configurações, Fotografia, Música, Vídeo, TV (para PlayTV, BBC iPlayer e TVNZ ondemand) Jogo, Rede, PlayStation Network e Amigos. A linhas dinâmicas no plano de fundo estão mais condensadas em um "laço" do que as grandes ondas do PlayStation Portable, ícones não selecionados encolhem um pouco e para cada cor de fundo selecionável foi feita uma tonalidade mais escura. O PlayStation 3 possui a habilidade de armazenar vários perfis usuários mestre e secundários, gerenciar e explorar fotos com o Photo Gallery ou uma simples apresentação de slides com ou sem música, ripar áudio de CDs, ripar arquivos AAC protegidos do iTunes, reproduzir músicas e copiar faixa sem um dispositivo de armazenamento externo, reproduzir arquivos de filmes e vídeos a partir da unidade de disco rígido, armazenamento de massa USB opcional ou cartão Flash ou um disco óptico (Blu-ray Disc ou DVD-Video). Também possui compatibilidade com um teclado e mouse USB e um navegador da web completo com suporte a transferência de vários tipos de arquivos. O menu Amigos permite email com emoticons, recurso de imagem anexada e conversa com vídeo, que necessita um webcam opcional (embora o PlayStation Eye e o EyeToy são webcams oficiais, a maioria das webcams USB vão funcionar). O menu PlayStation Network permite compras online através da PlayStation Store.

Interface do PS3 mostrando o XMB.

Também, o PlayStation 3 adicionou a capacidade de multi-tarefas como escutar arquivos de áudio armazenados ao surfar na web ou visualizar imagens. O XMB do PlayStation 3 suporta uma variedade de formatos de arquivos (veja PlayStation 3 System Software). Devido à capacidade do PlayStation 3 de executar Linux, outros formatos podem ser reproduzidos através do sistema operacional, supondo que o codec correto esteja presente. O PlayStation 3 reserva 48 MB de RAM à todos os momentos para funções do XMB.

### Menu XMB em jogo
O XMB em jogo foi lançado antes do lançamento do PlayStation 3 pela SCEI e foi omitido do lançamento oficial por razões técnicas. XMB em jogo, um recurso muito aguardado similar ao guia em jogo do Xbox 360, foi adicionado ao PlayStation 3 em 2 de julho de 2008 através de atualização 2.40 do sistema. No entanto, em menos de onze horas após seu lançamento, a transferência da atualização de sistema foi desativada no meio de relatos isolados de problemas informados por pequenos grupos de usuários desde a instalação da atualização. Os usuários que não haviam baixado a atualização foram capazes apenas de transferir a versão anterior, 2.36. Em 8 de julho de 2008, a versão 2.41 do Software de Sistema foi lançada para PlayStation 3, a qual restaurou o funcionalidade XMB em jogo da versão 2.40 e corrigiu os problemas que a Sony encontrou na 2.40. Todos esses problemas foram corrigidos na atualização 2.40 do sistema. Embora a capacidade de reproduzir músicas em jogo do próprio usuário fora adicionada nesta atualização, o recurso é dependente dos desenvolvedores de jogos, que devem habilitar o recurso em seus jogos ou atualizar os já existentes. A Sony Entertainment America (SCEA) e muitas outras fontes afirmam que o XMB em jogo foi o recurso mais solicitado para o PlayStation 3 no ano de 2007.
Antes da atualização, formas básicas das listas de amigos no XMB podiam ser encontradas em alguns jogos de PlayStation 3 modernos (agosto de 2007 ou mais recente), incluindo: Resistance: Fall of Man (desde o patch 1.1), Warhawk, Rock Band, Call of Duty 4: Modern Warfare, Kane & Lynch, Burnout Paradise (também inclui menu para acessório headset no XMB em jogo). Além disso, trilhas sonoras personalizadas, acessadas na interface do usuário do XMB foram implementadas em alguns jogos como: Mainichi Issho, Super Stardust HD, Burnout Paradise (ver 1.3), MLB 08: The Show, Wipeout HD, Ghostbusters, High Velocity Bowling, Pain, The Beatles: Rock Band e softwares como Folding@home (1.2). Estas funções parciais do XMB (listas de amigos e trilhas sonoras personalizadas) estão a cargo do desenvolvedor para implementá-las.

### Esquema de cores do XMB
A cor de fundo padrão do XMB muda dependendo do mês atual e altera seu brilho dependendo do horário. Grande alterações de coloração acontencem no três dias antes do 15º e 24º dias de cada mês, enquanto que a cor muda gradualmente entre essas datas.
| Data | 15 Jan | 24 Jan | 15 Fev | 24 Fev | 15 Mar | 24 Mar | 15 Abr | 24 Abr | 15 Mai | 24 Mai | 15 Jun | 24 Jun | 15 Jul | 24 Jul | 15 Ago | 24 Ago | 15 Set | 24 Set | 15 Out | 24 Out | 15 Nov | 24 Nov | 15 Dez | 24 Dez |
| Cor  |        |        |        |        |        |        |        |        |        |        |        |        |        |        |        |        |        |        |        |        |        |        |        |        |

| Horário | 00 | 01 | 02 | 03 | 04 | 05 | 06 | 07 | 08 | 09 | 10 | 11 | 12 | 13 | 14 | 15 | 16 | 17 | 18 | 19 | 20 | 21 | 22 | 23 |
| Valor   |    |    |    |    |    |    |    |    |    |    |    |    |    |    |    |    |    |    |    |    |    |    |    |    |

A revisão 1.90 do firmware, lançada em 23 de julho de 2007, permite que os usuários alterem o plano de fundo do XMB para qualquer imagem armazenada na unidade de disco rígido do console. O firmware 2.00 adicionou a capacidade de selecionar a cor de fundo do XMB (a partir da mesma opção que o PlayStation Portable) e o brilho da cor. A mesma atualização também adicionou opções de fonte extras e a capacidade de utilizar temas personalizados que alteram os ícones, papel de parede, cor, fonte e, em alguns casos, o efeito sonoro de clique. Com o lançamento do firmware 3.00, um efeito de “faísca” foi adicionado ao tema padrão e tema escuro do período noturno possui a cor do mês como base, em vez de branco.

### Temas
.p3t é a extensão de arquivo para temas estáticos do XMediaBar do PlayStation 3. Os temas podem ser criados pelo software oficial de criação de temas para PlayStation 3 da Sony ou por compiladores de tema de desenvolvedores terceiros. Os temas do PlayStation 3 são capazes de armazenar imagens e som para que os usuários personalizem o XMB de seus sistemas. Os temas podem ser compartilhados através da internet e transferidos diretamente para o sistema do PlayStation 3 pelo navegador da web do PlayStation 3.
A Sony Computer Entertainment também cria temas oficiais disponíveis através da PlayStation Store, um serviço que faz parte da PlayStation Network. Os arquivos de tema são geralmente pequenos em tamanho, raramente excedem dez megabytes.
Um recurso de Temas Dinâmicos foi adicionado na versão 3.00 do software, que permite ao usuário utilizar temas animados. Estes temas geralmente apresentam planos de fundo animados que mudam ao longo do dia ou respondem a entrada do usuário.

### Desenvolvedor
Q-Games Ltd, uma pequena empresa de desenvolvimento com sede em Quioto, Japão, desenvolveu a tecnologia gráfica por trás do XMB, seu plano de fundo estilizado e os visualizadores de música embutidos. A Sony também colaborou com a Universidade Stanford para trazer o projeto Folding@home para o PS3. Uma vez baixado, o programa pode ser configurado para executar quando o sistema estiver ocioso ou executado manualmente a partir do XMB. Folding@home agora é integrado no Life with PlayStation.

## Controle
Geralmente, o XM requer 8 opções direfentes em um controlador. Um pad direcional é utilizado para escolher categorias (utilizando as direções esquerda e direita), assim como destacar opções ou ações dentro destas categorias (utilizando as direções cima e baixo). Dois botões adicionais são necessários para selecionar os itens destacados, assim como retornar ao “nível” anterior dos menus (geralmente  e ), embora geralmente apertar o botão direcional esquerdo faça o XMB voltar ao menu anterior e o botão START para iniciar o software. Outro botão é necessário para exibir um menu de opções em um certo item (geralmente ). Alguns item podem ter um menu de opções. Além disso,  é utilizado para agrupar arquivos no XMB.
O XMB pode também ser controlado através do controlador PlayStation Move ao mover o Move para a esquerda ou direita assim como para cima e para baixo. Os controles foram citados com sendo similares ao do filme Minority Report.